# Occirhenea georgiana
Occirhenea Georgiana é uma espécie de gastrópode  da família Rhytididae.
É endémica da Austrália.